# Miechowicka Ostoja Leśna
Miechowicka Ostoja Leśna – zespół przyrodniczo-krajobrazowy w Bytomiu-Miechowicach o powierzchni 305,60 ha, utworzony 25 stycznia 2012 roku, fragment Lasów Bytomskich. 

## Historia
Lasy porastające okolice Miechowic położone na Wyżynie Śląkiej stanowiły w przeszłości część Puszczy Śląskiej. Zostały jednak znacznie przekształcone i wytrzebione w wyniku działalności na potrzeby przemysłu. Wyrąb drzew odbywał się co najmniej od XIV wieku. Miechowice wraz z Lasami Miechowicko-Rokitnickimi nabył kupiec Ignarz Domes z Czeladzi w 1812 roku. Kolejnymi właścicielami lasów byli Aresinowie i Tiele-Wincklerowie. Tiele-Wincklerowie zasadzili wiele egzotycznych drzew na terenie lasu miechowickiego. Hubert von Tiele-Winckler w latach 60. XIX przeznaczył część tychże terenów do prywatnych celów rekreacyjnych. W latach 80. XIX wieku wytyczono ścieżki, a źródła ocembrowano.
Tereny te były związane ze spółką Preussengrube (posiadaczem kopalni Preussen) oraz Katowicką Spółka Akcyjna dla Górnictwa i Hutnictwa, zostały one sprzedane tejże spółce Preussengrube AG w 1923 roku przez Klausa von Tiele-Wincklera. Miasto Bytom wydzierżawiło fragment lasu w 1926 roku i utworzyło na jego obszarze ogólnodostępny Miechowicko-Rokitnicki Park Leśny (niem. Waldpark Miechowitz-Rokittnitz) z inicjatywy burmistrza Bytomia, Adolfa Knackricka i starosty Kurta Urbanka, który otwarto 1 maja 1927 roku. Kurt Urbanek dążył do utworzenia ogrodu botanicznego, co częściowo udało mu się zrealizować w rejonie Drogi Ronota i Drogi Różanej.
Po II wojnie światowej las miechowicki stanowił własność państwa i był zarządzany przez Lasy Państwowe jako część Nadleśnictwa Brynek. Teren wchodził wówczas w skład leśnego pasa ochronnego GOP, wobec czego był wyłączony z przemysłowej eksploatacji drewna. Część wartościowych i egzotycznych drzew została przesadzona do Wojewódzkiego Parku Kultury i Wypoczynku po 1952 roku.
Mieszkańcy okolic Bytomia podjęli w 2004 roku zakończoną sukcesem kampanię społeczną, która miała na celu ochronę miechowickiego lasu. Zespół przyrodniczo-krajobrazowy Miechowicka Ostoja Leśna (nazwa nawiązuje do bytomskiej „Ostoi Pokoju”) powstał 25 stycznia 2012 roku, został ustanowiony uchwałą Rady Miejskiej w Bytomiu nr XXIII/321/12. Utworzono go w celu zachowania ze względów naukowych, dydaktycznych i krajobrazowych fragmentu Lasów Bytomskich, akwenów, polan oraz krajobrazu pogórniczego powstałego po wydobyciu rud cynku, ołowiu i żelaza oraz z uwagi na występujące na tym obszarze siedliska roślin i zwierząt objętych ochroną gatunkową. Obejmuje 305,60 ha w oddziałach leśnych 666-671, 673-677 oraz fragmencie oddziału 678 Nadleśnictwa Brynek pomiędzy zabrzańską Rokitnicą od zachodu, ulicą ks. Jana Frenzla od południa, ulicą Stolarzowicką od północy i osiedlem w dzielnicy Miechowice od wschodu. Po powołaniu zespołu-przyrodniczo-krajobrazowego zrewitalizowano ścieżkę przyrodniczą wokół Trzech Stawów o długości 2,2 km, postawiono przy niej tablice informacyjne. Utworzono ponadto ścieżki przyrodnicze, dydaktyczne, rowerowe i piesze. Nowe ścieżki zostały oficjalnie otwarte 1 grudnia 2012 roku.

## Fizjografia
Przez miechowicki kompleks leśny przepływa Potok Rokitnicki, w jego lewym dopływie znajdują się trzy stawy (Dolina Trzech Stawów) oraz wiele oczek wodnych. Rzeźba terenu została przekształcona na skutek działalności górniczej, w lesie znajdują się zasypane szyby i hałdy.

## Flora (wybór)
- stanowisko rzadkiego czosnku siatkowatego[6]
- drzewa: m.in. buk zwyczajny, odmiana czerwonolistna i strzępolistna[6], choina kanadyjska[15][12], cyprysik Lawsona[15][6], daglezja zielona[6], dąb błotny[6], dąb szypułkowy[16] (150-letni okaz stanowi symbol Ostoi[16]), grujecznik japoński[6], jodła kalifornijska[12], sosna czarna[6], sosna wejmutka[15][6], świerk serbski[12], świerk syberyjski[15], tulipanowiec amerykański[15][12]

## Fauna (wybór)
- ssaki: dzik[12][15], jeż europejski[12], kret[12], kuna domowa[12], lis[12], nietoperze[12], sarna[15], wiewiórka[15][12]
- ptaki: bażant, bocian biały, dzięcioł duży, gil, kuropatwa, myszołów, rudzik, sikora bogatka, skowronek, słowik rdzawy, sójka, zięba[12]
- gady: jaszczurka zwinka, padalec, zaskroniec, żmija zygzakowata[12]
- płazy: kumak nizinny, ropucha szara, rzekotka drzewna, traszka zwyczajna, traszka grzebieniasta, żaba moczarowa, żaba trawna, żaba wodna[12]
- kilkaset gatunków owadów[12]

## Turystyka
- „Ciekawe drzewa Lasu Bytomskiego” – ścieżka dendrologiczna założona przed powołaniem zespołu przyrodniczo-krajobrazowego[6]
- Szlak im. Zygmunta Kleszczyńskiego[2]
- „Gajdzikowe Górki” – ścieżka założona przed powołaniem zespołu przyrodniczo-krajobrazowego[6], częściowo na terenie Zabrza[6][2]
- trasy spacerowe[12]:
  - Droga Klary[17]
  - Droga Ewy (nazwa od Matki Ewy)[7]
  - Droga Ronota[6]
  - Droga Różana[6]
- ścieżki rowerowe[12]

## Architektura
- leśniczówka[16]
- kamienne ławy, jedna z inskrypcją Rosen-Bank. 1888.[4][6]
- kamienne kręgi, które prawdopodobnie służyły celom wypoczynkowym[4]

## Galeria

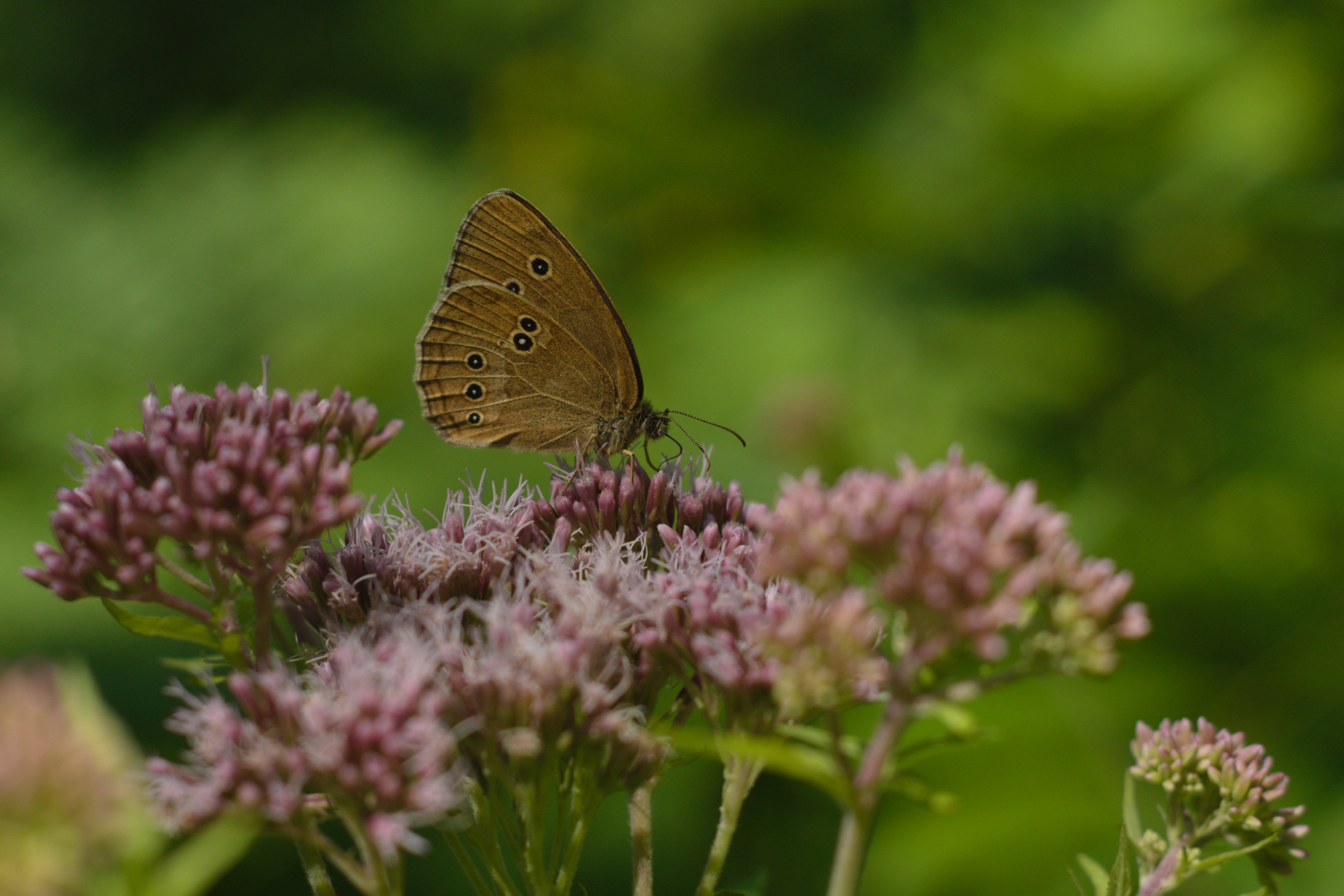
Przestrojnik trawnik na sadźcu w pobliżu ścieżki Gajdzikowe Górki
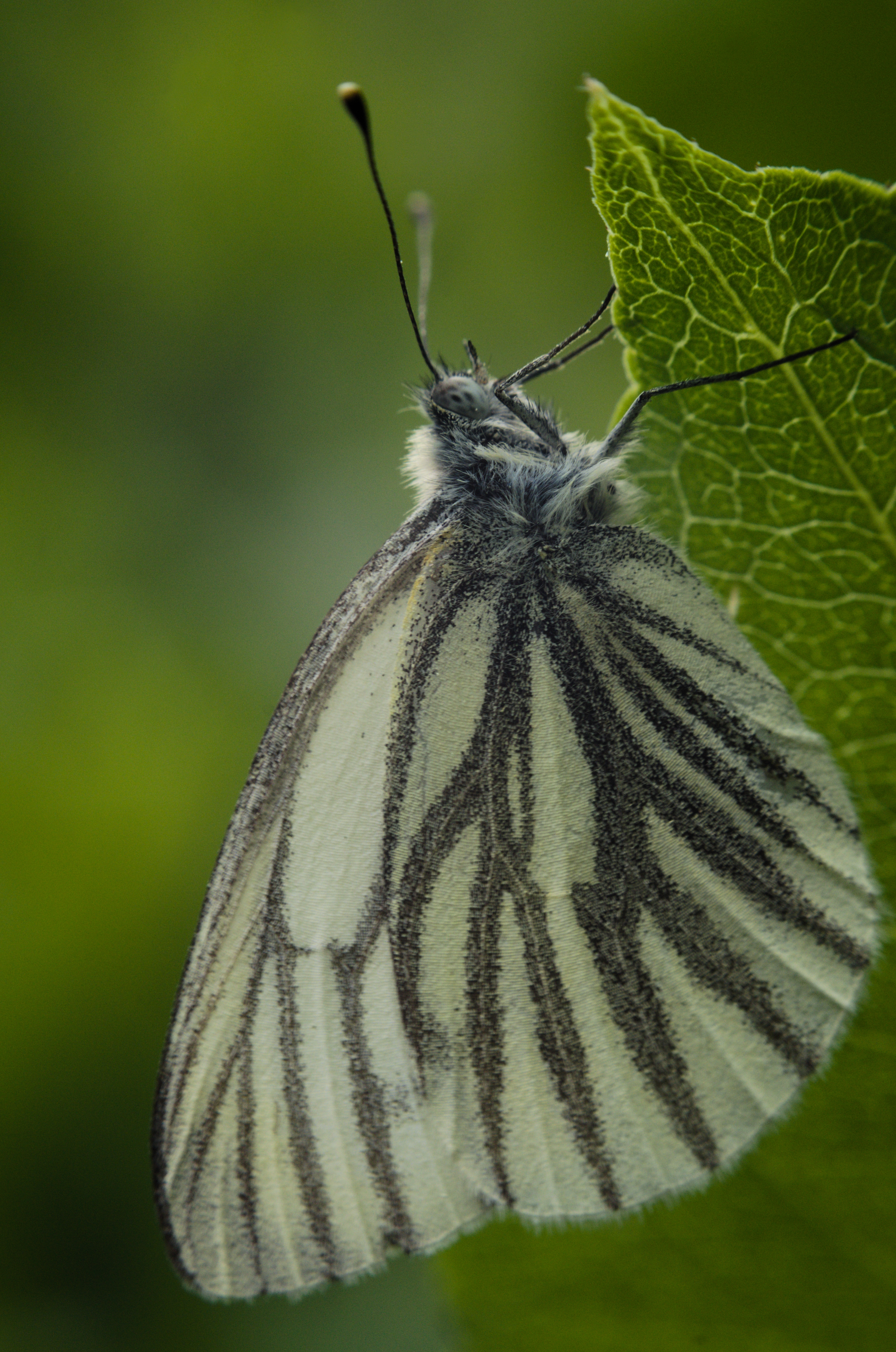
Bielinek bytomkowiec
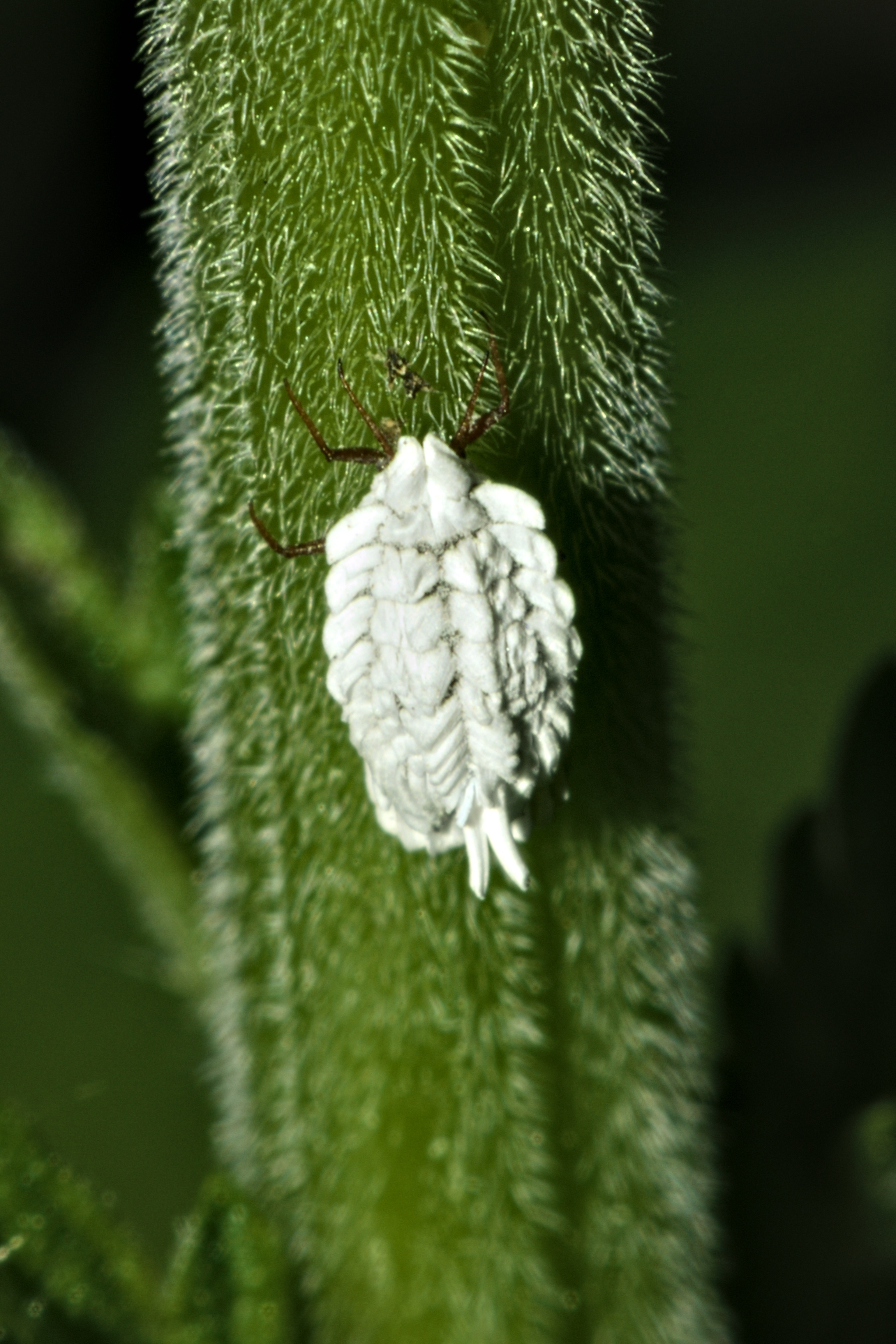
Zabielica pokrzywowa na pokrzywie
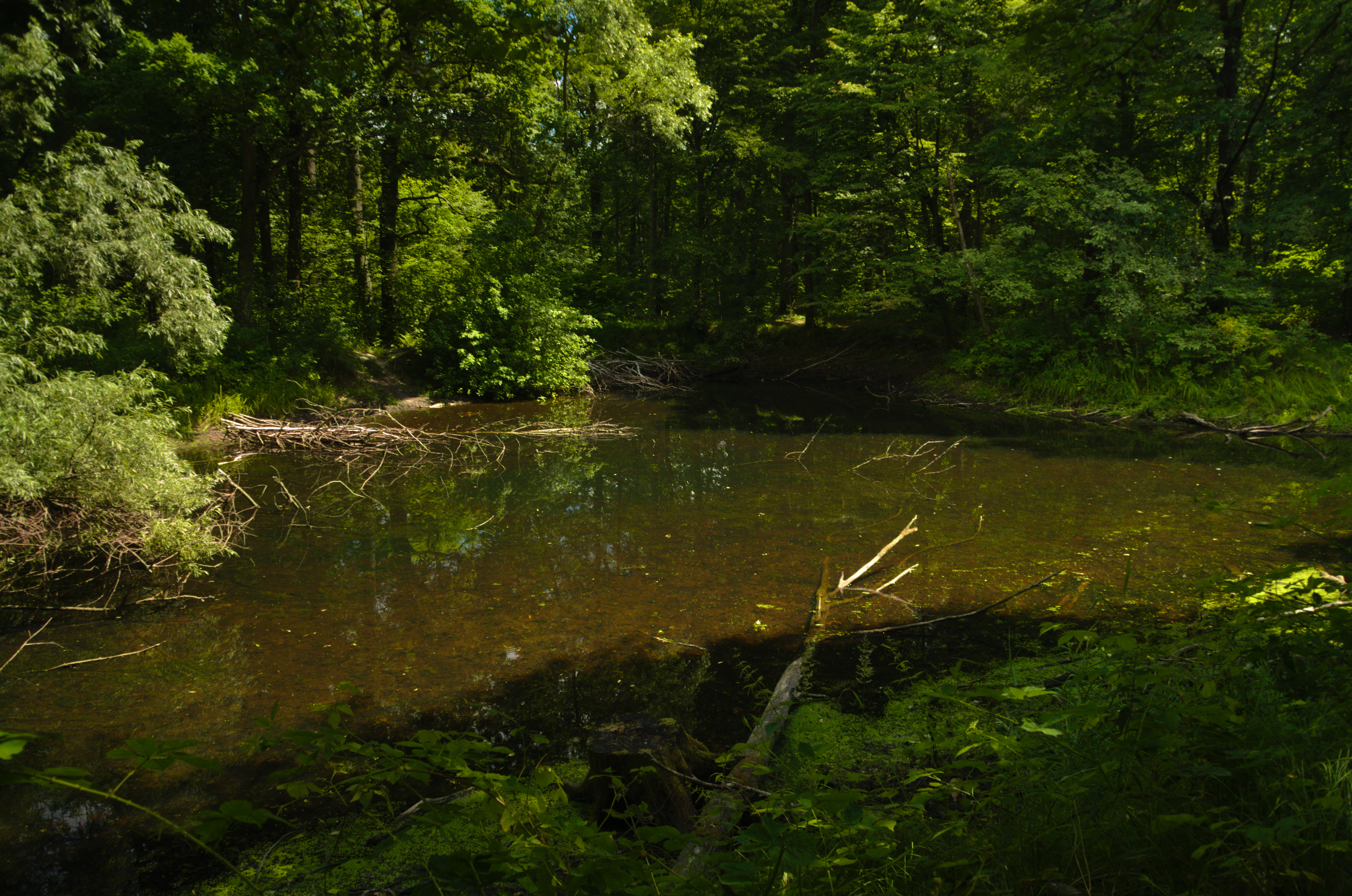
Śródleśny akwen, siedlisko słodkowodnych ślimaków (2019)
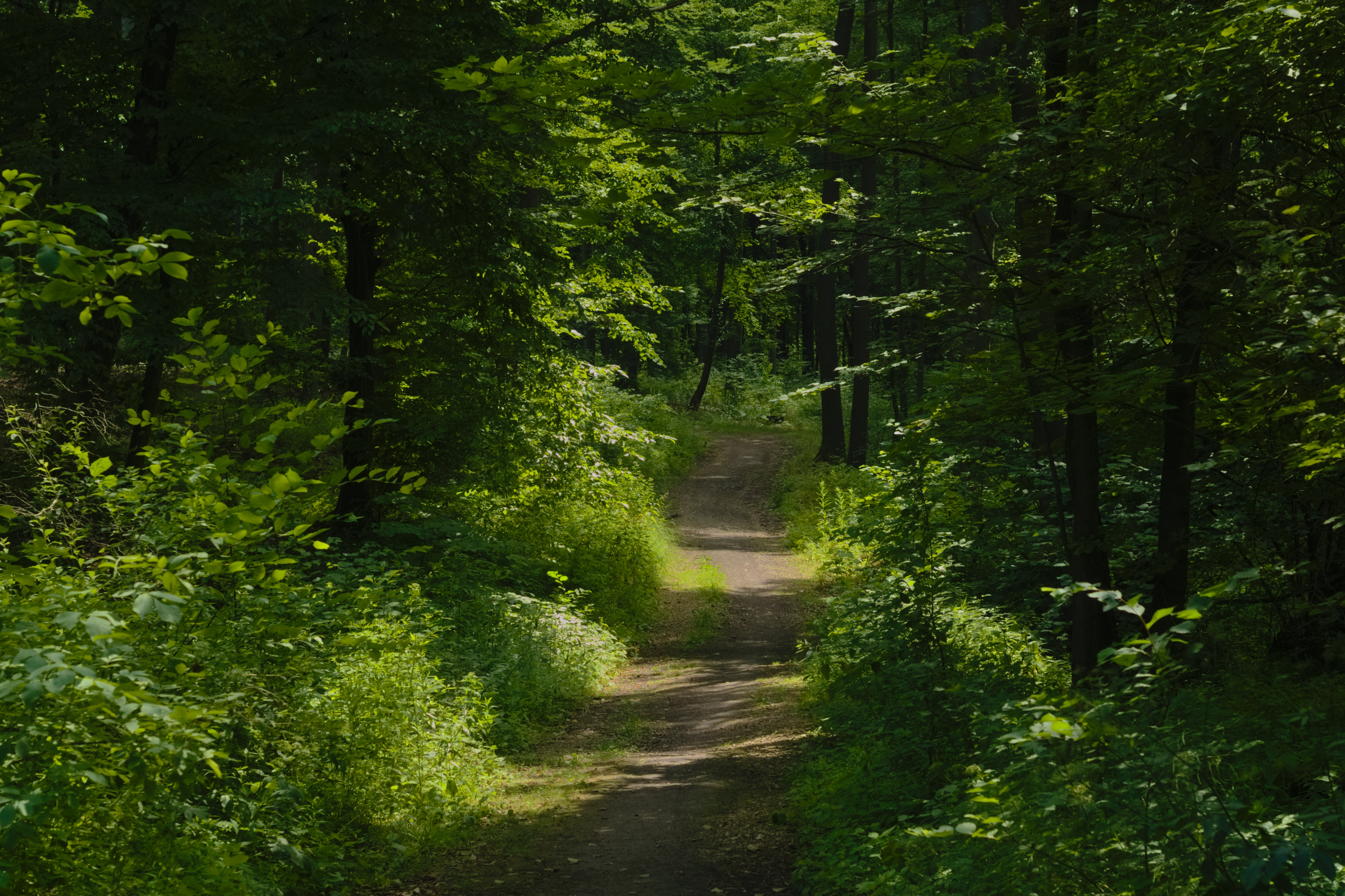
Ścieżka w lesie (2019)
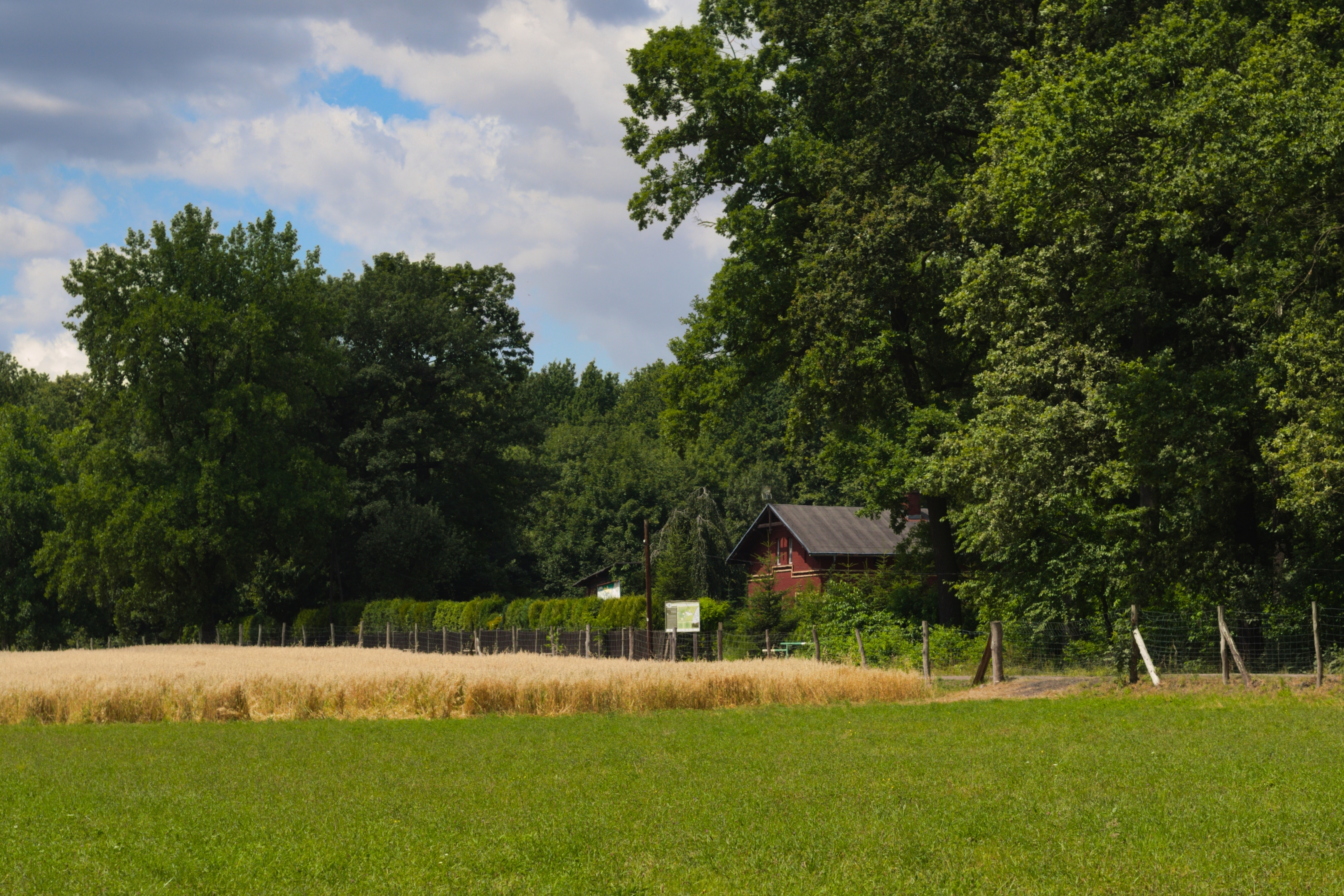
Polana i leśniczówka przy Drodze Ronota (2019)
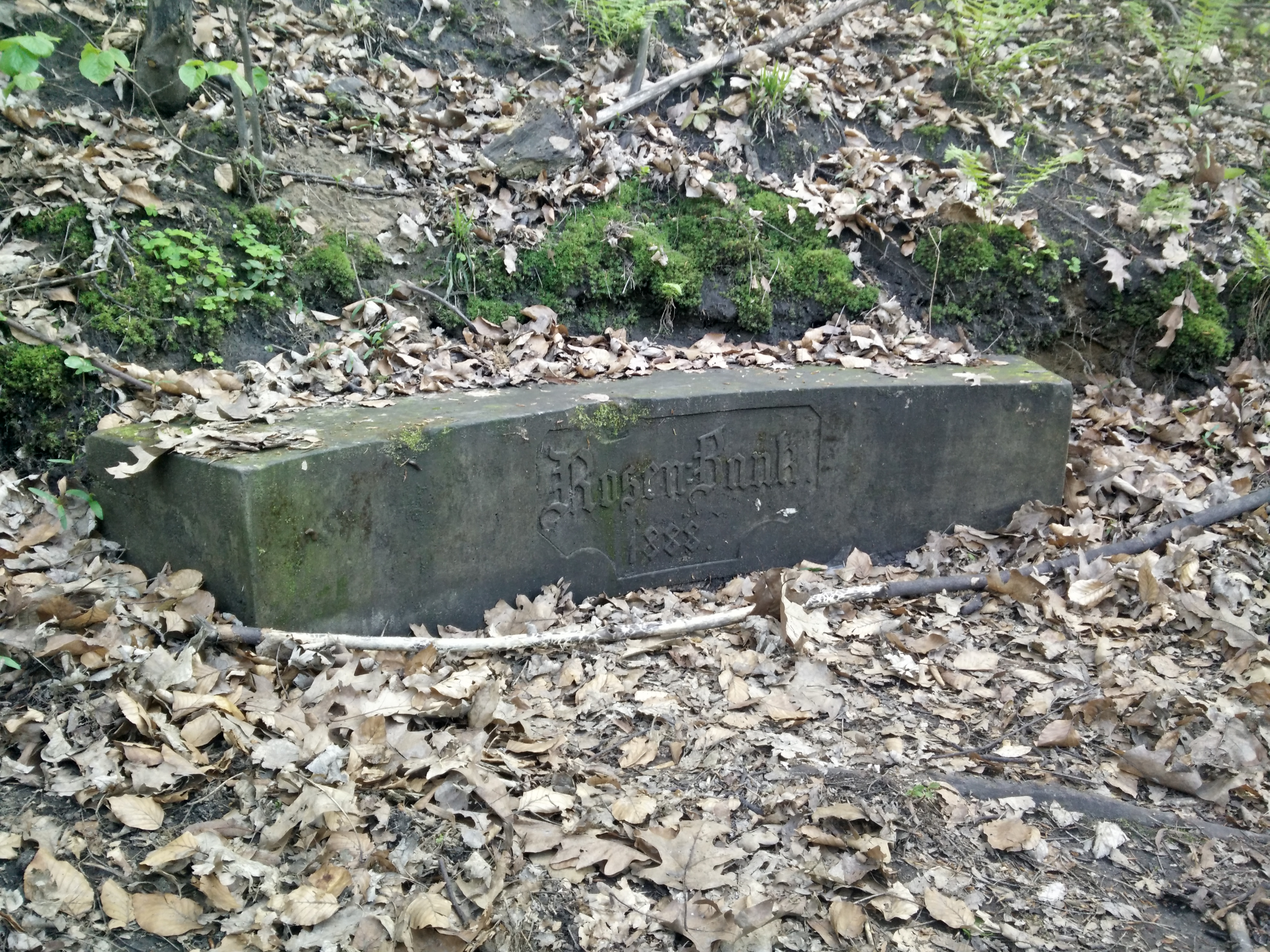
Kamienna ława z inskrypcją (2017)
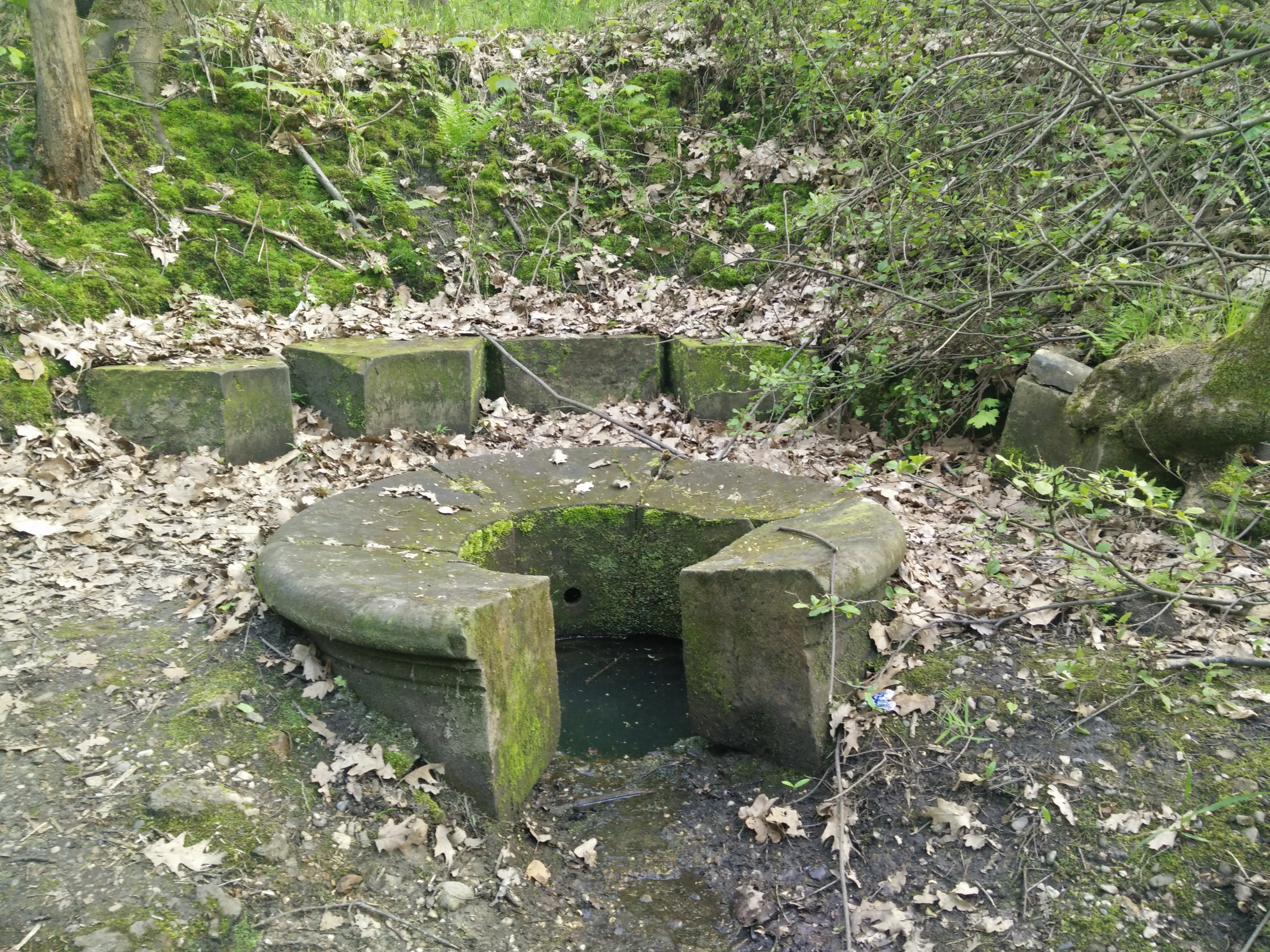
Źródło Różane otoczone kamiennym kręgiem w Dolinie Trzech Stawów[18] (2017)